# Osterseen
Osterseen (littéralement : lacs de l'Est) désigne un groupe de lacs de Bavière, en Allemagne, situés à environ 50 km au sud-sud-ouest de Munich. 
Ces lacs s'étirent au sud du lac de Starnberg, dans l'arrondissement de Weilheim-Schongau, en Haute-Bavière. Ceux situés au sud et au centre du groupe, ainsi que le Großer Ostersee, appartiennent à la municipalité d'Iffeldorf, alors que ceux du nord, le Stechsee ainsi que le Frechensee sont rattachés à la commune de Seeshaupt.  
Leur altitude est de 588 m, et la superficie des vingt plus grands lacs est de 223,55 ha. La profondeur moyenne des lacs est de plus de neuf mètres. Le Kleiner Gröbensee et une quinzaine de petits lacs sans nom — dont sept sont déjà très envasés — ont chacun quelques centaines de mètres carrés.

## Dimension des lacs
| Lacs méridionaux (lacs supérieurs) : groupe d'Iffeldorf |                            |        |            |       |     |      |      |
| 1 | Waschsee                   | 0,85   | 25.600     | 125   | 65  | 5,4  | 3,0  |
| 2 | Schiffhüttensee            | 1,17   | 40.800     | 138   | 96  | 6,6  | 3,5  |
| 3 | Sengsee                    | 5,45   | 387.900    | 343   | 266 | 14,6 | 7,1  |
| 4 | Wolfelsee                  | 1,06   | 32.600     | 156   | 85  | 5,8  | 3,1  |
| 5 | Fohnsee                    | 21,19  | 2.298.300  | 680   | 440 | 23,7 | 10,8 |
| 6 | Helgraben                  | 0,30   | 4.000      | 120?  | 30? | 2,3  | 1,3  |
| 7 | Brückensee                 | 1,55   | 43.400     | 150   | 120 | 4,8  | 2,8  |
| Lacs méridionaux (lacs supérieurs) : groupe de Staltach |                            |        |            |       |     |      |      |
| 8 | Herrensee                  | 3,00   | 260.000    | 230   | 153 | 10,7 | 8,7  |
| 9 | Fischkaltersee             | 3,28   | 191.800    | 273   | 147 | 11,4 | 5,8  |
| 10 | Bräuhaussee                | 5,11   | 295.100    | 300   | 184 | 12,5 | 5,8  |
| 11 | Forchensee                 | 0,92   | 30.000     | 107   | 104 | 8,2  | 3,3  |
| 12 | Eishaussee                 | 7,69   | 511.300    | 382   | 284 | 19,1 | 6,6  |
| Groupe des lacs centraux et de l'Est |                            |        |            |       |     |      |      |
| 13 | Großer Ostersee            | 117,63 | 14.000.000 | 2.150 | 830 | 29,7 | 11,9 |
| 14 | Östlicher Breitenauer See  | 2,39   | 160.000    | 223   | 138 | 15,6 | 6,7  |
| 15 | Westlicher Breitenauer See | 6,09   | 352.600    | 475   | 375 | 17,1 | 5,8  |
| 16 | Ameissee                   | 3,76   | 346.700    | 436   | 160 | 18,9 | 9,2  |
| Lacs septentrionaux (Unterseen, Seeshaupter Seengruppe) |                            |        |            |       |     |      |      |
| 17 | Stechsee                   | 7,54   | 486.800    | 670   | 244 | 15,2 | 6,5  |
| 18 | Lintensee                  | 0,30   | 8.400      | 75    | 72  | 4,7  | 2,8  |
| 19 | Gröbensee                  | 6,07   | 353.800    | 538   | 240 | 15,2 | 5,8  |
| 20 | Kleiner Gartensee          | 0,40   | 12.000     | 150   | 54  | 8,1  | 3,0  |
| 21 | Großer Gartensee           | 7,46   | 371.100    | 434   | 300 | 13,7 | 5,0  |
| 22 | Ursee                      | 2,21   | 111.500    | 212   | 160 | 11,8 | 5,0  |
| 23 | Lustsee                    | 5,92   | 389.400    | 426   | 245 | 18,0 | 6,6  |
| Frechensee* |                            |        |            |       |     |      |      |
| 24 | Frechensee*                | 12,21  | 262.000    | 500   | 300 | 7,8  | 2,1  |
| * Le Frechensee, qui ne fait pas partie du groupe des Osterseen, se situe à 250 m à l'ouest du Lustsee et est séparé de celui-ci par une ligne de chemin de fer et une route, mais est cependant inclus en tant que troisième partie de la réserve naturelle d'Osterseen. Son altitude est de 591 m, soit trois mètres plus haut que les autres. |                            |        |            |       |     |      |      |